# Красный пагель
Красный пагель, или атлантический пагель (лат. Pagellus erythrinus), — вид морских лучепёрых рыб из семейства спаровых.

## Описание
Длина тела 53 см, обычно до З0 см. Тело удлинённое, довольно высокое, несколько горбатое в передней части, сжатое с боков. Тело покрыто мелкой чешуей, переходящей на затылок вперед середины глаза. Рот большой. На челюстях передние зубы маленькие, щетинковидные, внешние несколько увеличены, но не имеют вида крепких клыков. Боковые зубы жевательные, размещенные в два ряда, во внешнем ряду спереди конические. Глаза большие. Спина оранжево-красная, бока розовато- или пурпурно-серебристые, брюхо светлое. На спине имеется ряд мелких голубоватых пятен, на голове голубоватая полоска. Спинные плавники красные, брюшные и анальный желтовато-розовые.

## Ареал
Восточная Атлантика от Скандинавии до Анголы, Средиземное, Адриатическое, Чёрное моря.
Единичными экземплярами изредка встречается у берегов Крыма. Отмечалась также в северо-западной части Чёрного моря вблизи мыса Бурнас.

## Биология
Биология почти не изучена. Морская малостайная рыба преимущественно прибрежной зоны. Предпочитает участки с песчано-илистым или скалистым дном, где держится главным образом на глубинах 15-50 м (иногда до 220 м). Гермафродит: ее половые железы сначала функционируют как яичники (поэтому среди половозрелых рыб в первые годы жизни встречаются только самки), а позднее семенники, после чего наблюдаются только самцы. Размножение в Средиземном море в июне-сентябре. Икра пелагическая. Питается преимущественно рыбами и ракообразными, червями и моллюсками.